# Alfons Verschuere

Bidprentje van Alfons Verschuere

Alfons Verschuere (Kanegem, 5 maart 1871 – Gent, 15 september 1917) was een Belgische onderwijzer en spion voor de geallieerden tijdens de Eerste Wereldoorlog. Vanwege zijn verzetsactiviteiten werd hij gearresteerd en later gefusilleerd door de Duitsers.

## Onderwijzer
Verschuere werd geboren in Kanegem. Na de lagere school koos hij voor een loopbaan als leerkracht. Hij werd aangesteld als hulponderwijzer in de gemeentelijke jongensschool van Deerlijk. Al snel had Verschuere de reputatie zijn leerlingen heel streng aan te pakken. Zo zou hij één van hen op een bepaald moment vastgebonden hebben aan de kapstokken en met een tuchtroede op de benen hebben geslagen. Toch werd hij gewaardeerd door de meeste ouders en leerlingen.
Het gemeentebestuur vond het echter te ver gaan, ook en vooral na de geruchten dat Verschuere nogal losbandig omsprong met zijn huishoudelijk geld en vreemdging. Zijn gedrag was een publieke figuur als een onderwijzer niet waardig en in oktober 1897 werd hij door datzelfde gemeentebestuur geschorst als onderwijzer.

## Herbergier en bierhandelaar
In 1901 ging zijn vrouw van hem weg, samen met hun beide dochters. Ze trokken naar Lichtervelde, waar zijn vrouw in 1906 stierf. Verschuere bleef in Deerlijk en hertrouwde in 1907 met Maria Boudringhien, oudste dochter van een plaatselijke familie (zie verder). Het jaar daarop werd een zoon geboren.
Op naam van zijn vrouw opende Verschuere in 1909 de herberg Au Libre Penseur in de Stationsstraat, waar nu de firma Gaverzicht gevestigd is. In 1913 overleed ook zijn tweede vrouw en Verschuere ging met zijn zoontje wonen in het café Sint-Amandus. Deze gelegenheid werd uitgebaat door het echtpaar Angelus Scherpereel en Irma Ottevaere. Verschuere bleef wel zijn eigen café verder runnen.
Intussen had hij na zijn schorsing als onderwijzer nog tot 1910 wachtgeld uitbetaald gekregen. Daarna was hij als bierhandelaar aan de slag gegaan bij de lokale brouwer Gentiel Descheemaeker.

## Eerste Wereldoorlog
In de zomer van 1914 brak de oorlog uit. Op dat moment was Verschuere nog steeds cafébaas annex bierhandelaar bij Descheemaeker. Enkele jaren later zou deze situatie ideaal blijken voor het ontplooien van bijzondere activiteiten.
In juli 1916 kreeg Verschuere namelijk de vraag om koerier te worden in het spionagenetwerk “DP”, actief in en om Deerlijk. Het feit dat hij als bierhandelaar een doorgangsbewijs in bezit had – uitgereikt door de Duitsers – bleek van grote waarde. Men was bij de voormalige onderwijzer uitgekomen uit noodzaak en door familiale banden.

### Het spionagenetwerk “DP”

#### Oprichting
In de zomer van 1915 begon Kamiel De Pauw Duitse troepentransporten te bespioneren voor de geallieerden. Als stationsbediende in het station van Deerlijk stond hij daarvoor in een ideale positie.
Hij rekruteerde enkele medewerkers en al snel ontstond een netwerk dat de naam “DP” kreeg. Zijn medestanders had hij gevonden bij de familie Boudringhien. De Pauw woonde in bij dit gezin in een huis langs de Oudenaardse Heerweg, niet zo ver van het station. Het gezin bestond onder meer uit Prudence Degroote, weduwe van Gustaaf Boudringhien, en haar dochters Bertha en Clémentine. De Pauw was verloofd met Clémentine. Hun oudste zus was Maria, de reeds overleden vrouw van Alfons Verschuere. Het was overigens hun broer, Jules Boudringhien, die vanuit het neutrale Nederland de koerier Theophiel Everaert naar Kamiel De Pauw had gestuurd met de vraag om een spionagenetwerk op te richten.
Na enkele maanden verhuisde De Pauw naar de woning van molenaar-herbergier Gustaaf Deconinck, wellicht om de aandacht van de Duitsers niet op de familie Boudringhien te vestigen.

#### Werking
Clémentine en Bertha Boudringhien werkten als koerier. Ze brachten briefjes met informatie naar een door Kamiel De Pauw ingerichte verzamelpost in Gent. De velletjes papier werden opgerold en verborgen in een capsule onder de tong. In geval van nood konden ze ingeslikt worden. De verplaatsingen gebeurden te voet, met de fiets of per trein.
De briefjes werden in Gent opgehaald door Jerôme Dobbelaere. Deze bracht ze naar Isidoor Van Vlaanderen die ze aan de Nederlandse grens overhandigde aan zgn. passeurs. Dit hield mogelijk een nog groter risico in dan het smokkelen van de papiertjes. De passeurs hadden immers tot taak de informatie aan de Nederlandse kant van de grens te krijgen. Dat deden ze door de briefjes te bevestigen aan een steen en over de draad te gooien of naar de andere kant te schieten met pijl en boog. Soms moesten ze de grens zelf oversteken. Aan de andere kant stonden dan koeriers klaar om de informatie naar Groot-Brittannië te brengen. De grote moeilijkheid was dat de grens beveiligd was met een draadversperring onder elektrische spanning en er liepen Duitse patrouilles rond. Vele passeurs werden dan ook gearresteerd of doodgeschoten. Anderen lieten het leven bij het aanraken van een draad.
In september 1915 kwam het spionagenetwerk in de problemen. Sommige koeriers konden niet meer aan een paspoort geraken, noodzakelijk voor verplaatsingen binnen bezet gebied. Jan Degezelle werd ingeschakeld als nieuwe koerier en dat was geen toeval. De zus van Degezelle, Leonie, was getrouwd met de eerder vermelde Jules Boudringhien. Het gezin Boudringhien-Degezelle was eigenaar van het café Ark van Noë in de Stationsstraat.
Om veiligheidsredenen rekruteerde het netwerk nieuwelingen binnen de eigen familie- en kennissenkring. Onbekenden waren niet te vertrouwen, het konden tenslotte Duitse infiltranten zijn.

#### Alfons Verschuere betrokken
In juli 1916 geraakte ook Degezelle niet meer aan een paspoort. Invaller werd een andere schoonbroer van Jules Boudringhien: Alfons Verschuere. Die werd een spilfiguur binnen het netwerk. Zijn café Au Libre Penseur zal samen met de naastgelegen herberg Ark van Noë ongetwijfeld een ideale ontmoetingsplaats geweest zijn voor de spionnen, want er kon vrij onopvallend in en uit worden gelopen.

#### Samenwerking met andere netwerken
Intussen was “DP” gaan samenwerken met andere netwerken. In Kortrijk was er al een post gesticht met als verantwoordelijke Jules Lepeer, met negen medewerkers. In de herfst van 1915 werd door Cyriel Vandevelde een observatiepost gecreëerd te Rijsel en Maurice De Cabooter deed hetzelfde in Gentbrugge. Ook in Oudenaarde kwam er een post. In de zomer van 1916 contacteerde Kamiel De Pauw in Kortrijk Jules De Waele, hoofd van de observatiepost "Pégoud". Diens medewerker Oscar Verschuere zou zorgen voor de overbrenging van de berichten van “Pégoud” en “DP” naar Gent. In het Gentse werkte het netwerk van Pieter Stevens samen met voornoemde netwerken.
De informatie van “DP” kwam terecht bij de Britse majoor Wallinger, werkzaam bij het Algemeen Hoofdkwartier van het Britse leger. Waarschijnlijk werkte “Pégoud” voor andere Britse inlichtingendiensten. Stevens bezorgde inlichtingen aan het Belgische leger.

#### Einde
Het netwerk werd heel groot en verzamelde veel inlichtingen. Maar net door die omvang werd het genekt. Arie Hougée, een Nederlandse binnenschipper die als koerier werkte voor “Pégoud” en Stevens, werd halfweg maart 1917 door een afgewezen minnares, Coralie Baerd, aangegeven bij de Duitse politie. Dit had een sneeuwbaleffect; in de daarop volgende weken werd het ene na het andere lid van het netwerk door de Duitsers opgepakt. Het netwerk stuikte in elkaar.
Op 30 maart 1917 kwam de Duitse geheime politie aan bij het huis van Gentiel Descheemaeker. Die werd ter plaatse gearresteerd. Alfons Verschuere vluchtte door de tuin naar zijn verblijfplaats in café Sint-Amandus, waar hij door de achtervolgende Duitsers overmeesterd werd.

### Veroordeling en executie van Alfons Verschuere
Al op 3 juli 1917 begon een proces tegen de leden van de voormalige spionagenetwerken. Het zou drie dagen duren. 47 verdachten kwamen in Gent voor een Duitse rechtbank. Twaalf van hen kwamen onmiddellijk vrij of na een tijd, zoals brouwer Descheemaeker in november 1917. Overigens is de rol van Descheemaeker binnen de spionage nogal vaag. Twee arrestanten pleegden zelfmoord in hun cel. 33 personen werden veroordeeld, van wie twintig de doodstraf kregen. Vijf doodstraffen werden omgezet in vijftien jaar dwangarbeid, onder wie Jules Lepeer, Jules De Waele en Jan Degezelle. Laatstgenoemde werd gevangen gezet in Rheinbach, Duitsland.
Bij de effectief ter dood veroordeelden waren Jerôme Dobbelaere, Isidoor Van Vlaanderen, Pieter Stevens, Oscar Verschuere, Maurice De Cabooter, Cyriel Vandevelde en Alfons Verschuere. Allen werden gefusilleerd op 12 en 14 september, Alfons Verschuere op 15 september 1917. Dit gebeurde op de Gentse schietbaan. Het lichaam van Alfons Verschuere werd begraven op de Westerbegraafplaats te Gent.

## Na de oorlog
Op 23 september 1919 bracht men het lichaam van Alfons Verschuere per trein over naar Deerlijk. De dag daarop werd hij er herbegraven onder massale belangstelling en met de nodige eer. Honderden mensen stonden rijendik langs de straten waar de rouwstoet passeerde. Soldaten droegen de doodskist, voorafgegaan door kinderen met kransen en bloemen in de hand. Muzikanten van de Sint-Ceciliafanfare en van de voormalige Peter Benoitkring sloegen de handen in elkaar en speelden samen treurmarsen. Verschuere werd  begraven aan de Sint-Columbakerk. Na 1925 werd zijn graf overgebracht naar de nieuwe begraafplaats in de Hoogstraat. Het is bewaard gebleven en te vinden in Blok B, middelste rij, perceel 307.
Nog te vermelden valt dat Bertha en Clémentine Boudringhien in 1917 de dans ontsprongen. Na de oorlog verhuisden ze met hun moeder Prudence Degroote en Bertha’s echtgenoot naar het Noord-Franse Calonne-sur-la-Lys. Ook Kamiel De Pauw ontsnapte in 1917 aan de grote Duitse arrestatiegolf en vluchtte wellicht naar Zuid-Frankrijk. Hij zou op 27 april 1918 overleden zijn in Nice.

## Hulde
Op zondag 10 september 2017 – Open Monumentendag – werd in Deerlijk door de heemkring Dorp en Toren, de Nationale Strijdersbond afdeling Deerlijk en het gemeentebestuur van Deerlijk een kleine tentoonstelling georganiseerd naar aanleiding van het 100-jarig overlijden van Alfons Verschuere. Op 11 november van dat jaar maakte de traditionele stoet een ommetje naar het kerkhof Deerlijk Centrum voor een herdenkingsplechtigheid aan het graf van Verschuere.

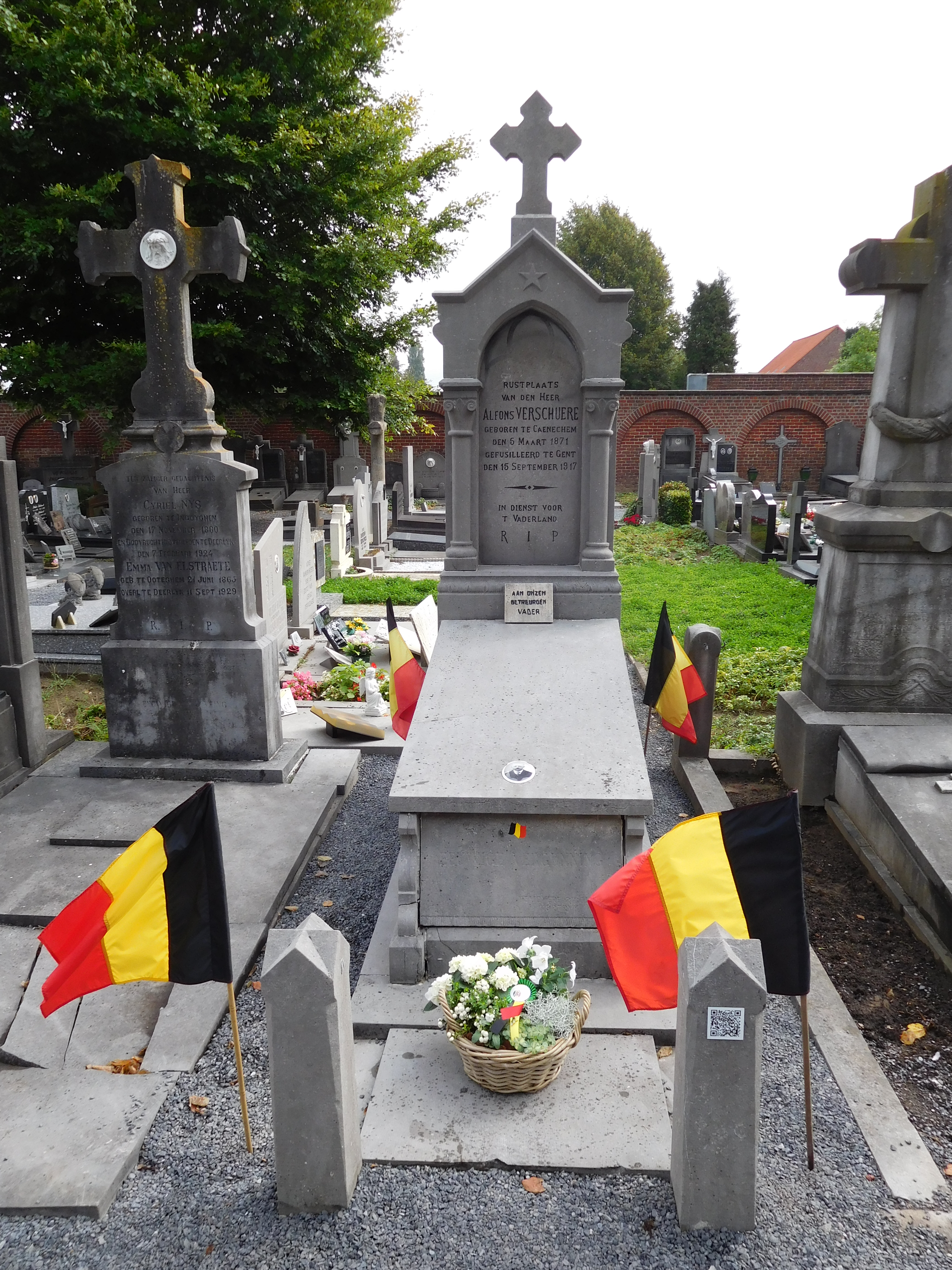
Graf van Alfons Verschuere in september 2017